# Synchrondemodulation
Unter der Synchrondemodulation, oder auch kohärente Demodulation genannt, versteht man in der Nachrichtentechnik eine spezielle Form eines Amplituden-Demodulators. Dabei wird die Phasenlage der Trägerfrequenz des Senders im Empfänger rekonstruiert; die Phasenlage der im Empfänger generierten, nicht gesendeten Trägerfrequenz wird mit der Phasenlage der Trägerfrequenz des Senders synchronisiert.
Die Funktionseinheit, welche diesen Vorgang in einem Empfangsgerät ausführt, wird Synchrondemodulator genannt.

## Beschreibung
Im Folgenden soll das Prinzip der Synchrondemodulation am Beispiel der Amplitudenmodulation dargestellt werden, da sich dabei besonders einfache Sachverhalte ergeben.
Auch wenn m > 1 ist oder ein Seitenband, wie bei der Einseitenbandmodulation fehlt, kann ein Synchrondemodulator noch verzerrungsfrei demodulieren. Bei diesem erfolgt wie im Modulator eine Mischung des Signals mit der lokal im Oszillator erzeugten Trägerfrequenz.
Dadurch entstehen zwei Spektren des Nutzsignals: Eines in Basisbandlage und eines mit doppelter Trägerfrequenz. Durch eine Tiefpassfilterung kann aus dem Signal in Basisbandlage das ursprüngliche Informationssignal direkt gewonnen werden.
Die im Empfänger durch einen Oszillator erzeugte Trägerfrequenz muss dabei die gleiche Phasenlage wie die bei der Modulation verwendete Trägerfrequenz aufweisen, wovon sich der Begriff des Synchrondemodulators ableitet. Diese zeitlich gleiche Ausrichtung wird im Demodulator durch einen in der Frequenz und Phasenlage regelbaren Oszillator, einen VCO oder VCXO, meist in einer Regelschleife (PLL) sichergestellt. Um diesen zu steuern, muss eine Information zum Phasenbezug übertragen werden. Das kann die mit übertragene Trägerfrequenz – gegebenenfalls mit abgesenktem Pegel – sein oder eine andere Frequenz mit zur Trägerfrequenz fester Phasenlage und bekanntem Teilerverhältnis (z. B. Pilotton für den Stereodecoder beim Pilotton-Multiplexverfahren).
Der Kohärenzdemodulator kann leicht in integrierten Schaltungen realisiert werden, indem Analogschalter das aus einem oder beiden Seitenbändern bestehende zu demodulierende Signal im Takt des synthetisierten Trägers schalten bzw. abtasten.
Durch kohärente Modulation besteht überdies die Möglichkeit, zwei Informationssignale ohne gegenseitige Störungen auf nur ein Trägersignal zu modulieren: Ein Informationssignal wird „in Phase“ mit dem Träger moduliert, das zweite Trägersignal auf dem um 90° phasenversetzten Trägersignal. Man nennt diese beiden Komponenten auch die I- und Q-Signalkomponenten eines komplexen Signals. Die beiden Komponenten stehen orthogonal zueinander und weisen daher keine gegenseitige Beeinflussung auf. Anwendung findet dies bei der Quadraturamplitudenmodulation, zu deren Demodulation eine Synchrondemodulation zwingend notwendig ist.

## Anwendungen
- Im Bereich der digitalen Signalverarbeitung und digitalen Nachrichtentechnik, wo fast ausnahmslos kohärente Demodulatoren eingesetzt werden.
- In analogen Anwendungsbereichen findet sich die Synchrondemodulation im Bereich des PAL-Farbfernsehens und des Radio Data Systems im UKW-Rundfunk und dient dort zur Übermittlung von Zusatzinformationen für Rundfunkempfänger wie Verkehrsdurchsagen.
- Ein weiteres Anwendungsgebiet ist der PLL-Stereodecoder.
- Der sogenannte Synchrondetektor eines Weltempfängers rekonstruiert ein – beispielsweise durch Fading – sehr schwaches Trägersignal mit Hilfe eines lokal erzeugten synchronen Trägers und erleichtert damit den Empfang schwacher Stationen erheblich.
- Der Lock-in-Verstärker kann extrem geringe Spannungen vorgegebener Frequenz aus stark verrauschten Signalen bestimmen und ignoriert Störungen benachbarter Frequenzen.
- Impedanzmessbrücken werten die Messsignale nach Phase und Amplitude aus. Die doppelte Messfrequenz dient als Referenz für die Signalabtastung.